# علم الكتابة الصحيحة
علم الكتابة الصحيحة (الأرثوتيبوغرافيا) هو مجموع قواعد الكتابة الصحيحة للحروف والعلامات، ومثال ذلك قواعد كتابة الحروف الكبيرة والصغيرة في اللغات المكتوبة بالحرف اللاتيني.